# Петер Бартош
Петер Бартош (словац. Peter Bartoš; 5 вересня 1973, м. Мартін, ЧССР) — словацький хокеїст, лівий нападник. Виступає за ХК «Кошице» у Словацькій Екстралізі.

## Ігрова кар'єра
Вихованець хокейної школи МХК «Мартін». Виступав за МХК «Мартін», «Дукла» (Тренчин), ХК «Чеське Будейовіце», «Клівленд Беронс» (ІХЛ), «Міннесота Вайлд», ХКм «Зволен».
В чемпіонатах НХЛ — 13 матчів (4+2). У чемпіонатах Словаччини — 594 матчі (234+267), у плей-оф — 125 матчів (33+33). В чемпіонатах Чехії — 282 матчі (91+80), у плей-оф — 14 матчів (3+2).
У складі національної збірної Словаччини провів 92 матчі (23 голи); учасник чемпіонатів світу 1996, 1999, 2000 і 2001 (21 матч, 3+3), учасник Кубка світу 1996 (1 матч, 0+1). 

## Досягнення
- Срібний призер чемпіонату світу (2000)
- Чемпіон Словаччини (2009, 2010, 2011), срібний призер (2005).